# Irínovka (Krasnodar)
|  | Per a altres significats, vegeu «Irínovka». |

Irínovka - Ириновка (rus) - és un poble del krai de Krasnodar, a Rússia. Es troba a la vora dreta del riu Kugo-Ieia, afluent del Ieia, a 24 km al nord de Krilóvskaia i a 183 km al nord-est de Krasnodar, la capital. Pertany al municipi de Kugoiéiskaia.